# Główna siedziba Banku Gruzji
Główna siedziba Banku Gruzji (gruz.: საქართველოს ბანკის სათავო ოფისი) – 18-piętrowy budynek w Tbilisi, stolicy Gruzji o unikalnym wyglądzie; jeden z przykładów brutalizmu w architekturze.

## Historia budynku
Był jednym z niewielu indywidualnie projektowanych budynków w Gruzji w czasach sowieckich.
Budynek został zaprojektowany przez architektów Giorgi Czachawę (który w owym czasie był też ministrem budownictwa drogowego, a zatem był jednocześnie klientem zamawiającym budowę i jej architektem wiodącym) i Zuraba Dżałarganię dla Ministerstwa Budowy Dróg Gruzińskiej SRR (gruz.: საქართველოს საავტომობილო გზების სამინისტროს შენობა). Czachawa sam wybrał miejsce budowy, które znajduje się na zboczu wzgórza. Projekt został zamówiony bezpośrednio przez państwo, bez konkursu. Inżynierem kierującym budową został Temur Tiława. Budowę ukończono w 1975. Budynek został wyposażony w taras dachowy z kawiarnią z widokiem na rzekę Kurę. Koszt budowy zamknął się kwotą 6 milionów rubli.
Budynek był pierwotnie siedzibą Ministerstwa Dróg Gruzińskiej SRR.
W 2007 budynek został przejęty przez centralny Bank Gruzji i od tego czasu jest jego główną siedzibą.
W tym samym roku budynek został uznany za narodowy zabytek architektury zgodnie z gruzińską ustawą o ochronie zabytków architektury.
W 2009 planowano remont i rozbudowę tego unikalnego budynku z pierwotnej powierzchni 10 960 m² aż do powierzchni 15 600 m², ale projektu tego nie zrealizowano.
W lipcu 2010 budynek był miejscem wystawy sztuki współczesnej Frozen Moments: Architecture Speaks Back. Frozen Moments to projekt zorganizowany przez fundacje: Other Space Foundation i Laura Palmer Foundation. Na tydzień w budynku powstały wieloplatformowe instalacje, wśród których odbywały się występy, rozmowy i działania dotyczące budownictwa wśród przedstawicieli stowarzyszeń politycznych, gospodarczych, estetycznych i architektonicznych. Projekt został sfinansowany przez polskie Ministerstwo Kultury, Miasto Stołeczne Warszawa oraz Program Kultura Unii Europejskiej.
W latach 2010–2011 do budynku dobudowano nowe wejście główne i podziemne lobby, a jego wnętrze całkowicie odnowiono. Powierzchnię całkowitą budynku powiększono do 13 500 m².

## Galeria

Główna siedziba Banku Gruzji
widok z dołu, 2013
szczegóły konstrukcji, 2014
szczegóły konstrukcji, 2014
szczegóły konstrukcji, 2014
widok z przodu, 2016
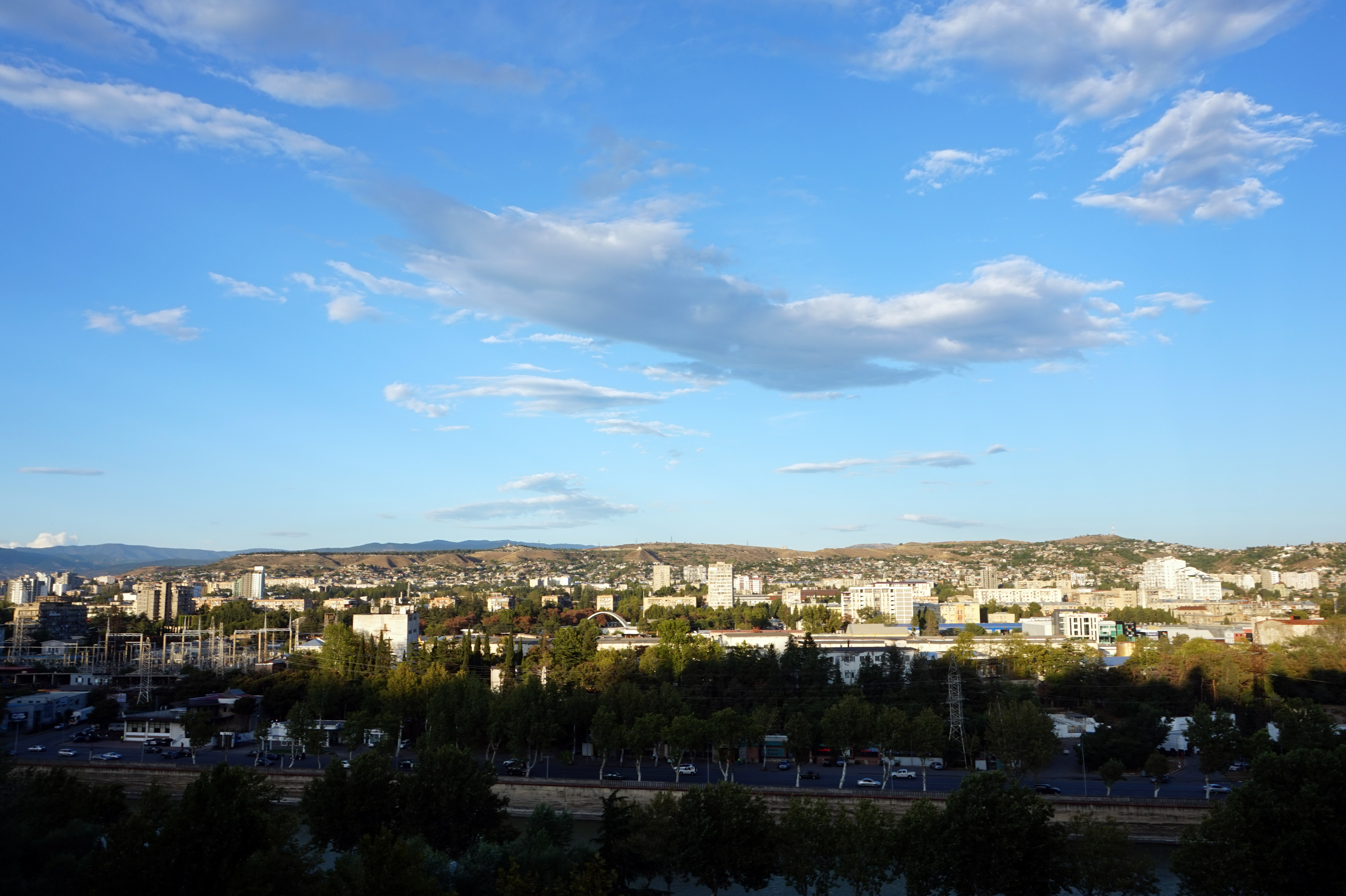
widok z wysokości budynku na miasto, 2016